# Карму, Карлуш ду
Карлуш Мануэл де Ашсенсан ду Карму де Алмейда (порт. Carlos Manuel de Ascensão do Carmo de Almeida; 21 декабря 1939, Лиссабон, Португалия — 1 января 2021, там же) — португальский певец, исполнитель фаду. Командор Ордена Инфанта дона Энрике, великий офицер Ордена Заслуг.

## Биография
Родился в Лиссабоне в семье книготорговца Алфреду де Алмейды (впоследствии владельца дома фаду O Faia) и исполнительницы фаду Лусилии ду Карму. Провёл детство в районе Бика.
Учился в лицее имени Пасуша Мануэла. В возрасте 15 лет уехал в Швейцарию, где в течение трёх лет учился в школе-интернате Institut auf dem Rosenberg, а позднее в Женеве изучал гостиничное дело.
В 1962 году в связи со смертью отца начал руководить домом фаду O Faia. С этим связано начало его музыкальной карьеры. В 1964 году он записал песню Loucura (впоследствии певец признавался, что выбрал именно эту песню как единственную в жанре фаду, текст которой он в то время знал).
В 1964 году женился на Марии Жудите де Соуза Леал. У них родилось трое детей: Сила, Бекаш и Жил.
С 1972 года вёл телепередачу Convívio Musical. В 1976 году был единственным в Португалии участником отбора на песенный конкурс «Евровидение». Во время отбора он исполнил восемь песен, среди которых наибольшее количество голосов набрала Flor de Verde Pinho на стихи Мануэла Алегре и музыку Жозе Низы.
С 1970-х годов Карлуш ду Карму начал гастролировать за рубежом: в Анголе, США, Канаде, Бразилии. 11 и 12 октября 1980 года выступил в концертном зале «Олимпия» в Париже, а в 1982 году — в концертном зале «Старая опера» во Франкфурте-на-Майне (запись выступления была издана на диске).
В 1997—1998 годах вёл музыкальную телепередачу Carlos do Carmo.
7 февраля 2019 объявил о завершении карьеры. В октябре — ноябре того же года состоялись три его прощальных концерта.
Умер от аневризмы 1 января 2021 года в лиссабонской больнице Санта-Мария. Похоронен на кладбище Празереш.

## Награды
4 сентября 1997 года президент Португалии Жорже Сампайю присвоил Карлушу ду Карму звание командора Ордена Инфанта дона Энрике.
В 2008 году в Испании вместе с поэтом Фернанду Пинту де Амаралом Карлуш ду Карму получил премию «Гойя» за лучшую песню за Fado da Saudade, прозвучавшую в фильме «Фаду» (2007) Карлоса Сауры.
В 2014 году Карлуш ду Карму стал вторым (после оперной певицы Элизабете Матуш) португальцем — лауреатом премии «Латинская Грэмми».
28 ноября 2016 года президент Португалии Марселу Ребелу де Соуза объявил о присвоении Карлушу ду Карму звания великого офицера Ордена Заслуг. Награждение состоялось 3 декабря того же года.

## Дискография

### Синглы имини-альбомы
- Mário Simões e o seu Quarteto apresentando Carlos do Carmo (1963)
- Carlos do Carmo com Orquestra de Joaquim Luiz Gomes (1964)
- Mais Fados por Carlos do Carmo (1965)
- Fados do Meu Coração - Carlos do Carmo com a Orquestra de Joaquim Luís Gomes (1965)
- Fado Razão da Minha Vida - Carlos do Carmo e a Guitarra de Jaime Santos (1965)
- Carlos do Carmo (1967)
- Carlos do Carmo em Paris (1967)
- Carlos do Carmo canta Fado (1970)
- Carlos do Carmo no Curto Circuito (1970)
- Carlos do Carmo (1972)
- Por Morrer Uma Andorinha (1973)
- Carlos do Carmo (1973)
- Partir é Morrer um Pouco (1973)
- Carlos do Carmo (1973)
- Gaivota (1973)
- Não se Morre de Saudade (1973)
- Vim Para o Fado (1973)
- Something / Love Story (1973)
- Pomba Branca (1974)
- A Voz Que Eu Tenho (1975)
- Have a Smile on Your Face (1976)
- Have a Smile on Your Face (1976)
- Lisboa Menina e Moça (1976)
- O Que Sobrou de Um Queixume (1976)
- Carlos do Carmo e Don Byas (1976)
- Os Putos (1978)
- O Fado dos Cheirinhos (1979)
- Retalhos/Raiz (1980)
- Saudade de Elis (1980)

### Альбомы
- O Fado de Carlos do Carmo (1969)
- O Fado Em Duas Gerações (с Лусилией ду Карму, 1969)
- Carlos do Carmo (1970)
- Carlos do Carmo com a Orquestra de Jorge Costa Pinto (1972)
- Êxitos (1973)
- Por Morrer Uma Andorinha (1973)
- Fado Lisboa – An Evening At The “Faia” (с Лусилией ду Карму, 1974)
- Carlos do Carmo (1975)
- Uma Canção Para a Europa (1976)
- Um Homem na Cidade (1977)
- Carlos do Carmo com Guitarras (1978)
- Dez Fados Vividos (1978)
- Álbum (1980)
- Ao vivo no Olympia / Live at the Olympia / En Public a l’Olympia (1980)
- Um Homem no País (1983)
- Live Alte Oper Frankfurt (1983)
- Mais do que amor é amar (1986)
- Em Concerto (1987)
- Ao Vivo no Canecão (1988)
- Que se fez Homem de Cantar (1990)
- Margens (1996)
- Ao Vivo No CCB: Os Sucessos de 35 Anos de Carreira (1999)
- Nove Fados e uma Canção de Amor (2002)
- Ao Vivo no Coliseu dos Recreios de Lisboa (2004)
- Ao Vivo no Casino (с Маризой, 2004)
- Montepio Geral apresenta Orquestra Metropolitana de Lisboa e Carlos do Carmo (2005)
- À Noite (2007)
- Carlos do Carmo & Bernardo Sassetti (с Бернардо Сассетти, 2010)
- Ao Vivo no Casino do Estoril (2010)
- Maria João Pires/ Carlos do Carmo (с Марией Жуан Пиреш, 2012)
- Ao Vivo nas Salas Míticas (2012)

### Антологии
- O Maior Intérprete da Música Portuguesa (1979)
- A Arte e a Música de Carlos do Carmo (1982)
- A Touch Of Class (1985)
- O Melhor de Carlos do Carmo (1993)
- O Melhor dos Melhores, Carlos do Carmo (1994)
- Os Azulejos, O Fado e a Guitarra Portuguesa (2002)
- Do Tempo do Vinil (2003)
- O Fado do Público: Carlos do Carmo (2004)
- 40 Anos de Carreira (2005)
- Fado Maestro (2008)
- Voz Marinheira, Carlos do Carmo (2008)
- 100 Canções, 1 Vida (2010)